# Лудиот и калугерицата (ТВ филм)
„Лудиот и калугерицата” је југословенски и македонски ТВ филм из 1968. године. Режирали су га Тодорка Кондова и Славољуб Стефановић Раваси а сценарио је написао Станислав Виткевич.

## Улоге
| Глумац          | Улога |
| --------------- | ----- |
| Дарко Дамевски  |       |
| Вукан Диневски  |       |
| Љупка Џундева   |       |
| Драги Костовски |       |